# Naghmeh Shirkhan
Naghmeh Shirkhan (in persiano: نغمه شیرخان; ...) è una regista iraniana.

## Biografia
Nasce in Iran ma inizia a lavorare nel cinema negli anni novanta come montatrice di documentari indipendenti e film a New York. In questo periodo insegna regia alla Manhattan's School of The Future, mentre consegue una laurea in Cinema e Media alla Boston University.
The Neighbor, il suo primo lungometraggio, è prodotto dal regista iraniano residente a New York Amir Naderi ed è stato presentato in prima mondiale al Montreal World Film Festival nel 2010. In concorso al Festival del cinema africano, d'Asia e America Latina di Milano 2011, ha vinto il premio per il miglior lungometraggio Finestre sul Mondo.

## Filmografia
- The Neighbor (Hamseyeh) (2010)
- Maki (2018)